# Beatrix van Silezië
Beatrix van Silezië-Glogau ook bekend als Beatrix van Schweidnitz (circa 1290 — München, 25 augustus 1322) was een Poolse prinses die behoorde tot de Silezische tak van het huis Piasten. Via haar huwelijk was ze hertogin van Opper-Beieren en Rooms-Duits koningin.

## Levensloop
Beatrix was de tweede dochter van hertog Bolko I van Schweidnitz en diens gemalin Beatrix, dochter van markgraaf Otto V van Brandenburg-Salzwedel. 
Na de dood van hun vader in 1301 werden Beatrix en haar broers en zussen onder de voogdij van hun oom langs moederkant geplaatst, markgraaf Herman van Brandenburg-Salzwedel. Dit bleef zo tot in 1305, toen haar oudste broer Bernard de regering van zijn domeinen en het regentschap van zijn jongere broers en zussen op zich nam. 
Het was haar broer Bernard die, om de alliantie met Beieren te bewaren, Beatrix uithuwelijkte aan hertog Lodewijk IV van Opper-Beieren. Het huwelijk vond plaats op 14 oktober 1308. Tijdens het huwelijk kreeg ze zes kinderen, van wie er drie hun jeugd overleefden. 
Lodewijk IV werd op 20 oktober 1314 tot Rooms-Duits koning verkozen, hoewel een dag eerder ook hertog Frederik de Schone van Oostenrijk in deze functie werd verkozen. De twee rivaliserende koningen zouden hun machtsstrijd voor de rest van hun leven verderzetten. Beatrix was hierdoor een van de twee rivaliserende Rooms-Duitse koninginnen, samen met Isabella van Aragón, de echtgenote van Frederik de Schone.
Beatrix overleed in 1322, lang voordat haar echtgenoot in 1328 tot keizer van het Heilige Roomse Rijk gekroond zou worden. Twee jaar na haar dood, in 1324, hertrouwde Lodewijk II met gravin Margaretha II van Henegouwen.

## Nakomelingen
Lodewijk IV en Beatrix kregen volgende kinderen:
- Mathilde (1313-1346), huwde in 1329 met markgraaf Frederik II van Meißen
- een doodgeboren dochter (1314)
- Lodewijk V (1316-1361), hertog van Opper-Beieren, markgraaf van Brandenburg en graaf van Tirol
- Anna (1317-1319)
- Agnes (1318)
- Stefanus II (1319-1375), hertog van Neder-Beieren

- Gemeinsame Normdatei: 136803660
- Virtual International Authority File: 81087373